# Topsy-Turvy
Topsy-Turvy è il primo album in studio del gruppo musicale statunitense Mt. Helium, al tempo noti come The Apex Theory, pubblicato il 2 agosto 2002.

## Il disco
Si tratta dell'unica pubblicazione registrata con il cantante Ontronik Khachaturian, il quale abbandonò il gruppo poco dopo la pubblicazione dell'album.
Dopo aver fatto alcune audizioni per un nuovo cantante, il gruppo decise di assegnare il ruolo al chitarrista Art Karamian.

## Tracce
1. Add Mission – 3:34
2. Mucus Shifters – 2:30
3. Come Forth – 3:15
4. Shhh... (Hope Diggy) – 3:20
5. Drown Ink – 3:08
6. Bullshed – 4:58
7. That's All! – 3:25
8. Bravo – 3:08
9. Apossibly – 4:14
10. Right Foot – 3:51
11. Aisle Always – 3:54
12. In Books – 3:59

## Formazione
- Ontronik Khachaturian – voce
- Art Karamian – chitarra
- Dave Hakopyan – basso
- Sammy J. Watson – batteria